# Margelliantha lebelii
Margelliantha lebelii là một loài thực vật có hoa trong họ Lan. Loài này được Eb.Fisch. & Killmann mô tả khoa học đầu tiên năm 2007.